# Distrikt Sibayo
Der Distrikt Sibayo liegt in der Provinz Caylloma in der Region Arequipa in Südwest-Peru. Der Distrikt wurde am 25. Januar 1943 gegründet. Er hat eine Fläche von 284 km². Beim Zensus 2017 wurden 669 Einwohner gezählt. Im Jahr 1993 lag die Einwohnerzahl bei 919, im Jahr 2007 bei 801. Die Distriktverwaltung befindet sich in der 3810 m hoch gelegenen Ortschaft Sibayo (auch San Juan Bautista de Sibayo) mit 539 Einwohnern (Stand 2017). Sibayo liegt 23 km nordöstlich der Provinzhauptstadt Chivay.

## Geographische Lage
Der Distrikt Sibayo liegt in der Cordillera Volcánica im Nordosten der Provinz Caylloma. Die maximale Längsausdehnung in Nord-Süd-Richtung beträgt 40 km. Den Süden des Distrikts durchfließt der Río Colca in überwiegend südwestlicher Richtung. Entlang der nordwestlichen Distriktgrenze fließt der Río Hornillos nach Norden zum Río Apurímac.
Der Distrikt Sibayo grenzt im Südwesten an den Distrikt Tuti, im Nordwesten an den Distrikt Caylloma, im Osten an den Distrikt Tisco, im Südosten an den Distrikt Callalli sowie im äußersten Süden an den Distrikt Chivay.